# Вјале Варезе (Варезе)
Вјале Варезе је насеље у Италији у округу Варезе, региону Ломбардија.
Према процени из 2011. у насељу је живело 72 становника. Насеље се налази на надморској висини од 428 м.